# Медзениле
Медзенѝле (на италиански: Mezzenile; на пиемонтски: Mesnil, Мезънил, на окситански: Misinì, Мисини) е село и община в Метрополен град Торино, регион Пиемонт, Северна Италия. Разположено е на 645 m надморска височина. Към 1 януари 2020 г. населението на общината е 761 души, от които 32 са чужди граждани.